# Адрадас
Адрадас је општина у покрајини Сорија у аутономној заједници Кастиља и Леон, 18,2 км јужно од Алмазана и 193 км југоисточно од Бургоса. Лежи на надморској висини од 1051 м. Села у близини укључују Саукуило дел Кампо, Онталвила де Алмазан, Сенуела, Тарода, Сентенера де Андалуз и Радона. Према попису из 2018. године, општина има 44 становника.
Адрадас припада римокатоличкој бискупији Осма-Сориа, иако је некада припадао бискупији Сигуенза. Административно се налази у Алмарзу и ослања се на свој главни град. Болницу Сан Роки за сиромашне основао је 1559. године пастор Алонсо Санч, али она више не ради. Најистакнутија знаменитост је Жупна црква Санта Еулалиа де Мерида. У Адрадасу се такође налази вила Каса де ла, парк за пикнике и рибњак.